# Ahatanhel Krymskyj
Ahatanhel Juchymovytj Krymskyj (ukrainska: Агатангел Юхимович Кримський), född 15 januari 1871, död 25 januari 1942, var en mångsidig ukrainsk lingvist och polyglott med inriktning på orientaliska språk. Han var även historiker, universitetslärare, författare och översättare. Han var en av grundarna av Ukrainska Vetenskapsakademien år 1918. 
Ahatanhel Krymskyj var en av flera sovjetiska vetenskapsmän som utsattes av förtryck under Stalins stora terror.

## Biografi
Ahatanhel Juhymovitj Krymskyj föddes i Volodymyr den 15 januari 1871. Hans far, Juchym Stepanovytj Krymskyj, var historie- och geografilärare. Familjen Krymskyj hade sitt ursprung i Lipka Tatarer och Krimtatarer samhället (geografiskt område). Efternamnet ”Krymskyj” (ukrainska: Кримський) syftar på halvön Krim varifrån Krymskyjs förfäder kom på 1600-talet och konverterade till  ortodox kristendom.
Efter Ahatanhels födelse flyttade familjen till Zvenyhorodka, där fadern grundade ett eget bokförlag och arbetade som lärare. Ahatanhel studerade vid den regionala statsskolan (1876–1881), där hans far också undervisade. Senare fortsatte han sina studier vid grundgymnasiet i Ostroh (1881–1884) och på Kievs 2:a gymnasium (1884–1885).
År 1885 påbörjade Ahatanhel Krymskyj sina studier vid Pavlo Galagan-gymnasiet (ukrainska: Колегія Павла Ґалаґана) i Kiev, där han studerade latin, engelska, franska, tyska, italienska, polska, grekiska och turkiska. Han blev väldigt intresserad av ukrainsk historia, kultur och ukrainska språk mycket tack vare sin lärare vid Galagan-gymnasiet Pavlo Zjytetskyj.
Ahatanhel Krymskyj fortsatte sin utbildning vid Lazarev-institutet för orientaliska språk från 1889 till 1892. Där studerade han arabisk filologi, arabisk litteratur, islam, det turkiska språket och turkisk litteratur samt persiska språket och dess litteratur. Mellan 1892 och 1896 genomförde han en komplett kurs för att uppnå en kandidatexamen i slaviska studier. År 1896 belönades han med ett tvåårigt stipendium för att bedriva forskning i Syrien och Libanon.
Efter sin återkomst från forskningsresan började Ahatanhel Krymskyj år 1900 undervisa i arabiska språket och litteraturen. Från och med 1902 var han professor i orientaliska studier och historia.
Under sin tid på Lazarevinstitutet var Ahatanhel Krymskyj aktiv medlem av ett ukrainskt ”hromada”- samhälle i Moskva. Hans politiska åsikter och aktiviteter var mycket influerade av Mychajlo Drahomanov, Ivan Franko och Pavlo Tutjapskyj. Ahatanhel Krymskyj var aktivt involverad i den ukrainska nationella rörelsen i Kejsardömet Ryssland fram till Första världskriget och Revolutionen 1917.

### EfterRevolutionen 1917
År 1918 flyttade Ahatanhel Krymskyj till Kiev för att etablera sig och ta plats i Ukrainska Vetenskapsakademien (ukrainska: Українськa академія наук) som hade grundats av hetmanen Pavlo Skoropadskyj. Där blev Ahatanhel Krymskyj akademiens sekreterare.
I Ukrainska Vetenskapsakademien ledde han också akademiska avdelningen för historia och filologi, avdelningen för arabisk-iransk filologi, kommissionen för levande språkordbok, kommissionen för det ukrainska språkets historia, dialektologiska och ukrainska språkkommissionen sedan 1918. 
1921 utnämndes Ahatanhel Krymskyj till direktör för ”Institutet för ukrainska vetenskapsspråk”. I denna roll vidareutvecklade han ukrainsk grammatik och ortografi inom vetenskapsområdet som en del av 1920-talets "ukrainisering".
Ahatanhel Krymskyj deltog i Första Ukrainska kyrkomötet som ägde rum i Kiev 1921. Syftet med konciliet var att bekräfta den Ukrainska autokefala ortodoxa kyrkans självständighet.
Under 1920-talet redigerade han 20 av 25 volymer av akademiens historiska upplagor 1920–1929 – ”Zapysky Istorytjno-filolohitjnoho viddilu VUAN” (ukrainska: Записки Історично-філологічного відділу ВУАН).

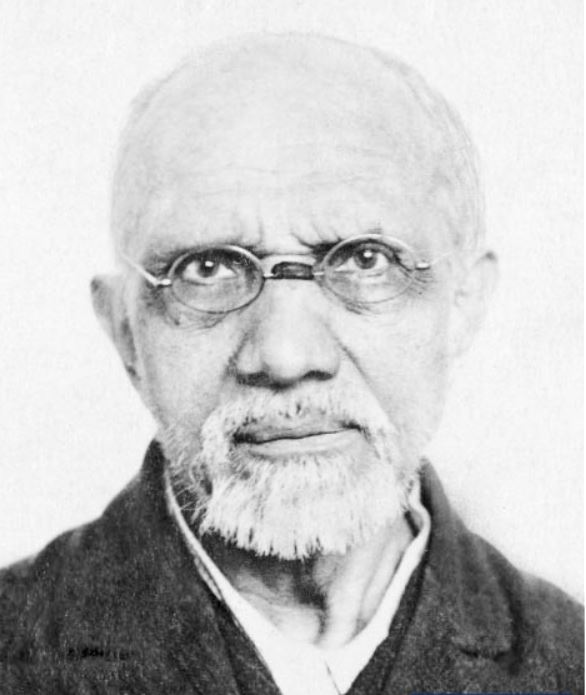
Ett av de sista fotografierna av Ahatanhel Krymskyj. NKVD-fängelset, 1941-1942.

### Förtryck
Efter den fabricerade öppna rättegången, det så kallade ”Föreningen för Ukrainas frihet”-målet (”Spilka Vyzvolennja Ukrajiny” (ukrainska: Спілка Визволення України)) som ägde rum i Sovjetunionen mellan 1929 och 1930 utsattes Ahatanhel Krymskyj för förtryck av sovjetmakten. 
Ahatanhel Krymskyj överlevde Stalins stora terror under 1930-talet tack vare sin nära vän och assistent Mykola Levtjenko som vägrade ge falskt vittnesmål om honom och därigenom räddade Ahatanhels liv. Trots detta avsattes Ahatanhel Krymskyj från alla sina befattningar och Mykola Levtjenko deporterades av NKVD till GULAG, där han drabbades av en psykisk sjukdom. Ahatanhel Krymsky fortsatte hjälpa Mykola Levtjenkos familj och adopterade Mykolas barn.
I juli 1941, i början av det Tysk-sovjetiska kriget, arresterade NKVD Ahatanhel med anledning av att han var ”speciellt opålitlig”. Ahatanhel Krymskyj fördes till NKVD:s fängelse № 7 i Qostanaj, Kazakiska SSR där han avled den 25 januari 1942.
Ahatanhel Krymskyj blev postumt frikänd först 1957 efter Stalins död.

## Kulturellt arv
Ahatanhel Krymskyj författade ett flertal verk om Islams historia, semitiska studier, historia och kultur i Arabvärlden, Turkiet, Iran:
- ”Islams historia”, 1904-1912;
- ”Historia av araber och arabisk litteratur”, 1911-1912;
- ”Historia av Persien och persisk litteratur”, 1923;
- ”Historia av Turkiet och turkisk litteratur”, 4 vol., 1924-1927;
- ”Persiska teatern: varifrån kom den och hur utvecklades?”, 1925.

Han skrev också flera vetenskapliga artiklar om Paul av Aleppo, Hafez, Mihri Hatun, Antara.
Den andra delen av hans forskningar var inom ukrainska språk-, folkloristik- och historieområden.
- ”Ukrainsk grammatik”, 2 vol., 1907-1908;
- ”Uppsatser om ukrainska språkets historia” (tillsammans med Sjachmatov), 1922;
- ”Akademisk ordbok”, 1924 (redaktör för den första volymen);
- ”Zvenyhorodkasområde. Taras Sjevtjenkos fädernesland ur etnografisk och dialektologisk synvinkel”, 1930.

Ahatanhel Krymskyj är också känd för sin poesi och prosa. Han har skrivit orientaliska dikter som publicerades i hans poetiska samling ”Palmove hillja (Palmträdsgrenar)” (3 vol.: 1901, 1908 och 1922). Han skrev också en roman ”Andrij Lahovskyj” (1905) och flera novellsamlingar, till exempel: ”Historier ur det ukrainska livet” (1895) och ”Berättelser från Beirut” (1906).

## Eftermäle
Den 22 oktober 1991 grundade Omeljan Pritsak Ukrainska institutet för orientaliska studier som blev uppkallat efter Ahatanhel Krymskyj.
År 1992 etablerades Ahatanhel Krymskyjs Volyn oblast premium för litteratur, översättningar och konstvetenskapsforskningar.